# Seweryn Wyczałkowski
Seweryn Wyczałkowski (ur. 24 października 1905 w Raciążu, zm. 2 sierpnia 1986 w Płocku) – polski ksiądz katolicki, społecznik, publicysta, zasłużony członek Towarzystwa Naukowego Płockiego.

## Zarys biografii
Studiował przez rok historię na Uniwersytecie Warszawskim, następnie teologię w Wyższym Seminarium Duchownym w Płocku. W czasie II wojny światowej należał do Armii Krajowej. Był proboszczem kościoła farnego w Płocku, działał w szeregu organizacji społecznych, m.in. Społecznym Funduszu Odbudowy Stolicy i Kraju, Lidze Przyjaciół Żołnierza i Społecznym Funduszu Budowy Szkół. Przez kilka kadencji pełnił mandat radnego w Miejskiej Radzie Narodowej Płocka, gdzie kierował komisjami budżetową i opieki społecznej. Brał udział w pracach Głównej Komisji Badania Zbrodni Hitlerowskich. Od 1932 należał do Towarzystwa Naukowego Płockiego, które wspierał darami – przyczynił się do powojennej odnowy towarzystwa.
Był odznaczony m.in. Krzyżem Kawalerskim Orderu Odrodzenia Polski, Złotym Krzyżem Zasługi oraz medalem „Zasługi dla miasta Płocka”.
Pochowany na miejskim cmentarzu rzymskokatolickim w Płocku, po lewej stronie przy kaplicy. 